# Fußgängerübergang

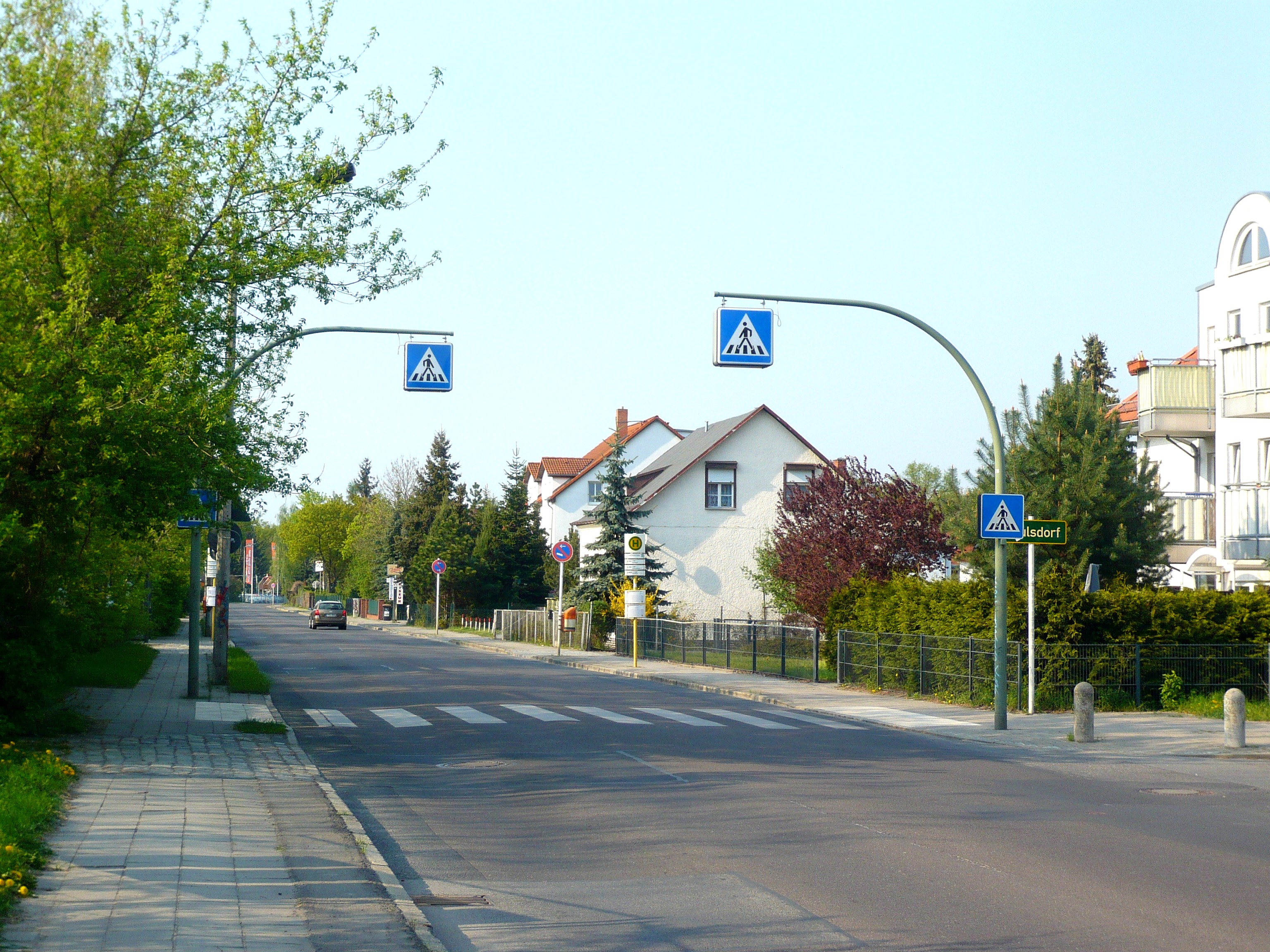
Fußgängerübergang mit „Zebrastreifen“

Der Fußgängerübergang (in Deutschland Fußgängerüberweg, in Österreich Schutzweg, in der Schweiz Fussgängerstreifen) ist eine Querungsanlage auf Straßen für Fußgänger und Rollstuhlfahrer. Ein Fußgängerüberweg ist neben dem Hinweis mit entsprechender Beschilderung oder Ampeln durch breite Linien auf der Fahrbahn gekennzeichnet, die ebenfalls als Verkehrszeichen dienen.
In Deutschland, Österreich und der Schweiz wird die Fahrbahnmarkierung für Fußgängerüberwege umgangssprachlich als „Zebrastreifen“ bezeichnet. Diese Bezeichnung entstand im April 1954, als das Hamburger Abendblatt aufgrund zahlreicher Unfälle an Fußgängerüberwegen die sogenannte „Aktion ZEBRA“ ins Leben rief. Der Begriff ZEBRA steht dabei als Akronym (Kurzwort) für Zeichen eines besonders rücksichtsvollen Autofahrers. Zu jener Zeit standen Polizisten an Fußgängerüberwegen und hielten die Kennzeichen von vorbildlichen Autofahrern fest, die an diesen Markierungen anhielten. Die Namen dieser Personen wurden anschließend im Hamburger Abendblatt veröffentlicht, und sie erhielten eine Plakette mit einem Zebra-Motiv für ihre Windschutzscheibe.
Durch die intensive mediale Bewerbung dieser Kampagne – unter anderem mit dem Einsatz des Begriffs ZEBRA – etablierte sich der Ausdruck „Zebrastreifen“ schnell im gesamten deutschsprachigen Raum.
Der Fußgängerüberweg ist immer ebenerdig, im Gegensatz zur Fußgängerüberführung oder -unterführung.
Da zwischen Gehsteig und Fahrbahn meist ein Niveauunterschied besteht, wird die Bordsteinkante an Überwegen in der Regel abgesenkt, um ein leichteres Überqueren mit Kinderwagen, Rollstühlen oder Handkarren zu ermöglichen.

## Geschichte

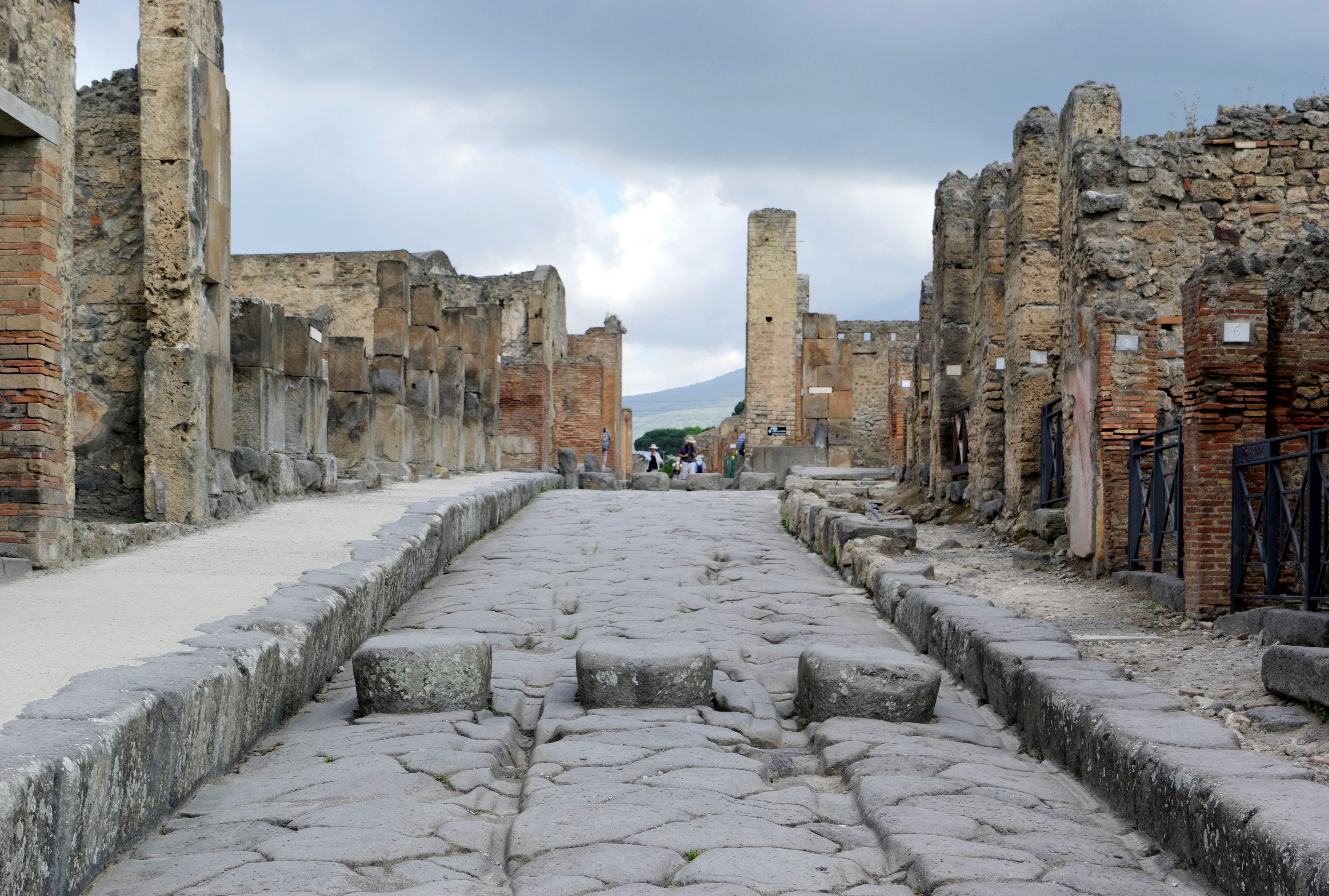
Straße im römischen Pompeji 79 n. Chr. mit erhöhten Trittsteinen

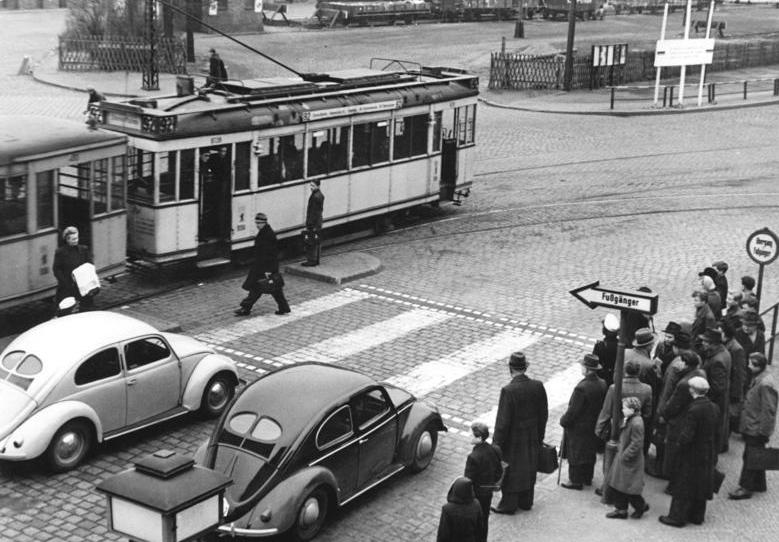
Erster deutscher „Fußgängerschutzweg“ (Berlin 1952)

Als Vorgänger der Zebrastreifen gelten die Fußgängerfurten in Form von auf den Fuhrwerk-Fahrbahnen verteilten Trittsteinen im Straßennetz des Römischen Reiches. Sie ermöglichten den Fußgängern eine sicherere Querung der Straße, da Wagenführer zur erhöhten Aufmerksamkeit gezwungen wurden.
Im 19. Jahrhundert nahm in den großen Städten der Verkehr stark zu. Die Fußgänger konkurrierten hier mit den von Pferden gezogenen Wagen, Droschken, Kutschen und Bussen. In England kamen auf eine Million Einwohner 50–60 Verkehrstote pro Jahr. Das aus dem Mittelalter stammende Gesetz der Deodands legte in vielen Ländern den rechtlichen Umgang bei tödlichen Unfällen fest: Das Eigentum des Verursachers, z. B. Tiere oder Wagen, die einen Unfall verursacht hatten, wurde „nach göttlichem Gesetz“ vom Staat eingezogen. Das britische Parlament ersetzte es durch den Fatal Accidents Act 1846, der die Entschädigung bei Eisenbahnunfällen nun explizit regelte. 1911 schrieb ein entrüsteter Leser an die Londoner Times:

„Könnten Sie etwas unternehmen, damit Fußgänger auf unseren öffentlichen Straßen wieder sicher sind? Es ist herzzerreißend, von den erschreckenden Todesfällen zu lesen. Wenn ein Fußgänger heute auch nur kurz zögert oder einen Fehler macht, ist seine Chance, einem schrecklichen Tod zu entrinnen, viel geringer als zu Zeiten, als die Fahrzeuge viel langsamer fuhren. Was den motorisierten Verkehr angeht, herrscht das Bestreben vor, erst im letzten Moment zu bremsen. Es ist ein Skandal, dass auf öffentlichen Wegen von den schwächsten Verkehrsteilnehmern die größte Aufmerksamkeit verlangt wird. Die Straßen sind für alle da, und zwangsläufig sollten die verletzlichsten Teilnehmer, eben die Fußgänger, die größte Aufmerksamkeit bekommen.“

Nach dem Zweiten Weltkrieg nahm in den westlichen Städten der Automobilverkehr stark zu. Fußgängern gelang es oft nur mit Risiken, eine belebte Straße zu überqueren. Die Britische Regierung nahm sich dieses Problems an, ließ 1948 an Verkehrskreuzungen in London Straßenmarkierungen in Form von zwei parallelen punktierten Linien anbringen und veröffentlichte Schulungsfilme zum sicheren Überqueren stark befahrener Straßen.
Der Zebrastreifen taucht in internationalen Vereinbarungen erstmals in dem am 19. September 1949 in Genf unterzeichneten Protokoll über Straßenverkehrszeichen auf. Die Konferenz der Vereinten Nationen über Straßen- und Automobilverkehr fand in der Zeit vom 23. August bis zum 19. September 1949 statt und endete mit der Unterzeichnung eines Abkommens über den Straßenverkehr und eines Protokolls über Straßenverkehrszeichen. Gleichzeitig wurde das Abkommen über die Vereinheitlichung der Wegezeichen vom 30. März 1931 aufgehoben. Diese internationalen Abkommen mussten allerdings noch von den nationalen Parlamenten ratifiziert werden.
Der Zebrastreifen wurde 1951 in Großbritannien gesetzlich verankert, allerdings gab es erste Vorläufer auch schon 1949. Bereits 1947 hat sich der spätere Premierminister Leonard James Callaghan, der auch die sogenannten Katzenaugen förderte, für die Zebrastreifen (zebra crossing) eingesetzt.
In Deutschland wurde der vermutlich erste Zebrastreifen im (oder vor dem) März 1952 in Ost-Berlin angelegt (dort allerdings in Form zweier quer zur Fahrbahn verlaufender Streifen, siehe auch Abschnitt Alternativen), gefolgt von zwölf Zebrastreifen in München (8. Juli 1952). In die westdeutsche Straßenverkehrsordnung wurde der Fußgängerüberweg, der zunächst noch als „Dickstrichkette“ bezeichnet wurde, zum 24. August 1953 aufgenommen. Der Vorrang für Fußgänger auf Zebrastreifen wurde erst zum 1. Juni 1964 eingeführt. Danach wurden allerdings viele Fußgängerüberwege beseitigt, um den Verkehrsfluß aufrechtzuerhalten, wie es in einem Fachartikel von 1967 hieß.
Bis 1994 musste in der Schweiz ein Fußgänger gemäß VRV mit Handzeichen auf seine Absicht, die Straße zu queren, aufmerksam machen, wenn er sein Recht auf Vortritt beanspruchen wollte. Seither gilt, wie in umliegenden Ländern, dass der Fußgänger auch ohne entsprechendes Handzeichen stets Vortritt hat. Das Nichtgewähren des Vortritts an Fussgängerstreifen wird seit 2006 mit 140 Franken gebüsst.

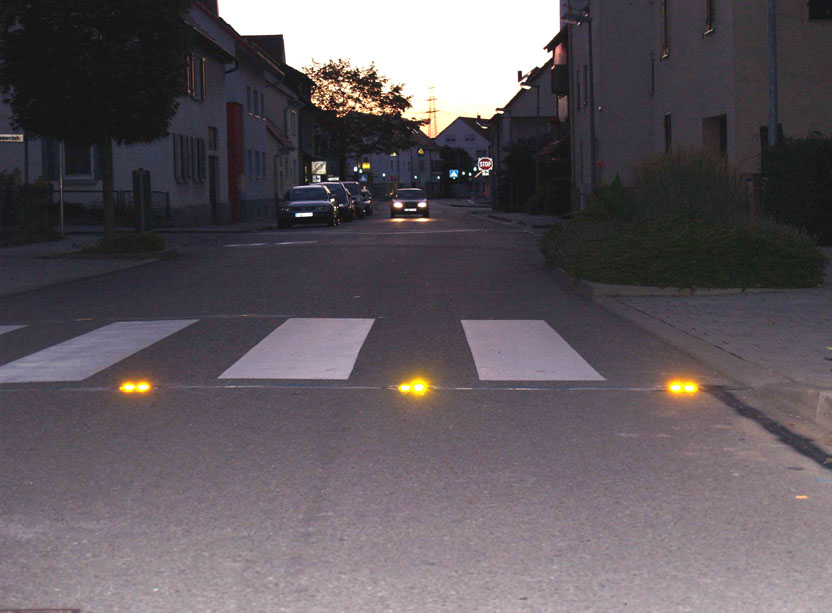
Fußgängerüberweg mit Leuchtmarkierungsknöpfen

Am 31. August 2007 wurde im baden-württembergischen Deizisau der erste Zebrastreifen Deutschlands mit unterstützenden Markierungsleuchtknöpfen (MLK) in Betrieb genommen, einen Monat später jedoch wieder abgeschaltet. Dabei handelt es sich um oberflächenbündige LED-Leuchten, die vor der Zebrastreifenmarkierung in die Fahrbahn eingelassen werden und über ein Sensorsystem zu blinken beginnen, sobald ein Fußgänger auf den Zebrastreifen zugeht. Damit soll die Aufmerksamkeit und Anhaltebereitschaft der Autofahrer an besonders gefährlichen Fußgängerüberwegen erhöht werden.
Ein ähnliches Absicherungssystem ist in Österreich bereits länger in Gebrauch. In der Schweiz können Reflektoren eingesetzt werden.
Erwähnenswert ist noch die Form mit einer Lichtzeichenanlage, die pelican crossing (pedestrian light controlled) genannt wird. In Deutschland ist im Gegensatz zur Schweiz oder Österreich eine Kombination von Zebrastreifen und Ampel nicht zulässig, dort werden stattdessen Fußgängerfurten eingerichtet.

## Kritik, Alternativen
Gesetze und Verwaltungsvorschriften richten sich heute zunehmend nach der Wahrnehmung durch Fußgänger und Fahrbahnbenutzer. Dies schließt ein, dass ein Zebrastreifen nicht überall sinnvoll ist, wo er nach der Rechtslage eingerichtet werden könnte. Beispielsweise verweist die Stadt Nürnberg darauf, dass der Rechtsanspruch für Fußgänger auf Vorrang in der Praxis oft dazu führe, dass diese nicht mehr im erforderlichen Umfang auf den Straßenverkehr achten. Die Sicherheit erhöhe sich dadurch nur scheinbar.

### Optisch dreidimensionale Querstreifen
Unter anderem in Großbritannien, Indien, Island sowie den USA, in Deutschland in Braunschweig und Grevenbroich werden oder wurden Zebrastreifen versuchsweise dreidimensional wirkend gestaltet, um die Barrierewirkung für heranfahrende Fahrzeuge zu erhöhen.

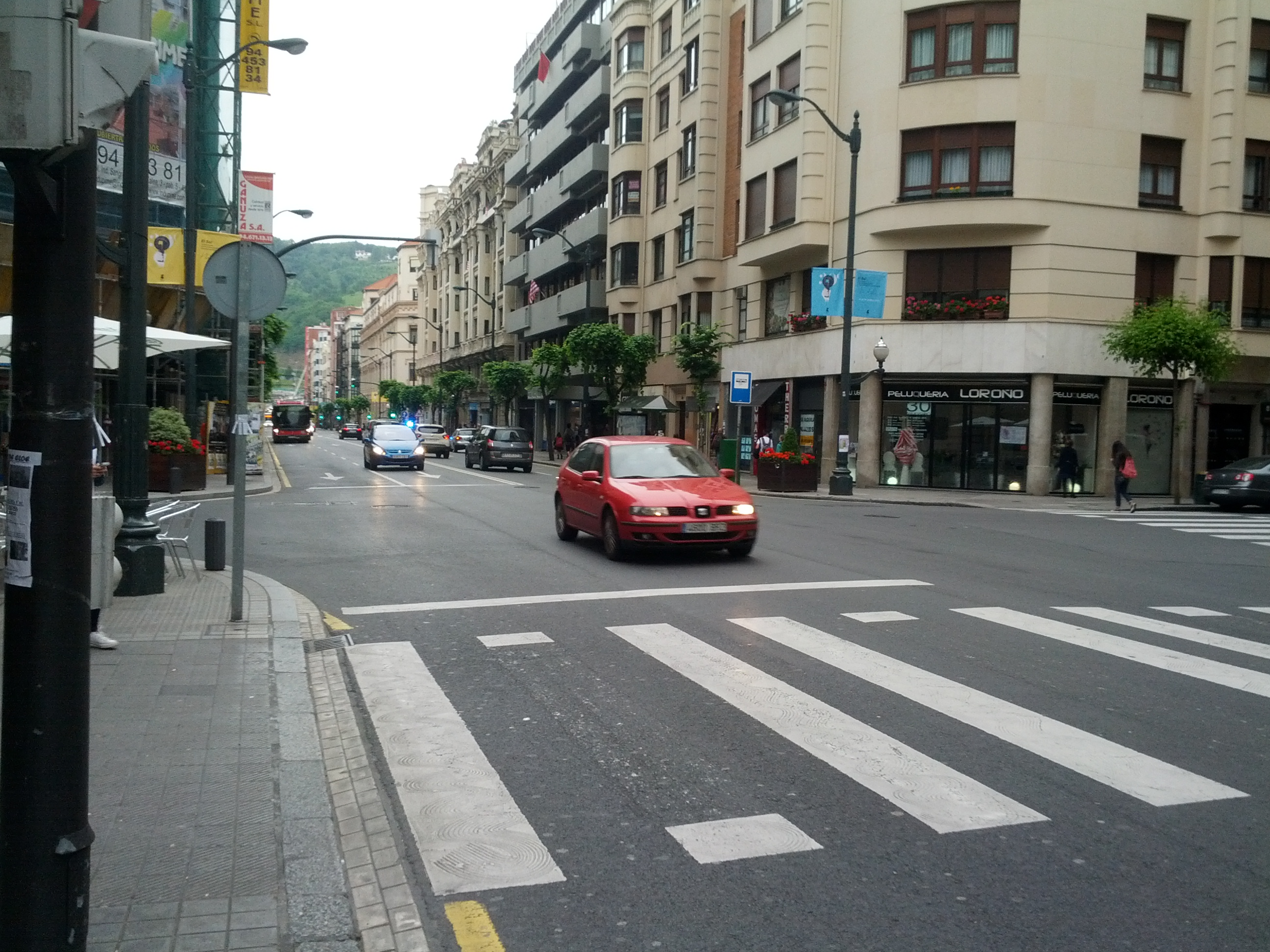
Fußgängerüberweg in Bilbao.

### Rutschgefahr für Zweiräder
An regnerischen Tagen besteht auf den weißen Streifen der Fußgängerüberwege erhöhte Rutschgefahr, insbesondere für Motorradfahrer. Um deren Sicherheit zu erhöhen, werden in der baskischen Stadt Bilbao (mit häufigem Nebel) je ein mittiger Streifen pro Fahrspur weggelassen und stattdessen nur Begrenzungen am Anfang und Ende markiert.

### Streifen quer zur Fahrbahn
Im Jahr 2008 wurden bei einem Kunstprojekt des Architekten Michael Iking im Hamburger Stadtteil Bramfeld Zebrastreifen quer zur Straßenfahrbahn markiert, um den motorisierten Verkehr mittels der optischen Barrierewirkung zu verlangsamen. Auch ein Zürcher Architekturprofessor macht sich für die entsprechende grundsätzliche Neugestaltung der Querungshilfen stark:

„Dahindens Idee ist einfach, logisch und kostet nicht viel. Für den Professor, der an der Technischen Universität Wien 22 Jahre lang über Raumgestaltung doziert hat, ist klar: ‚Die heutigen gelben Längsstreifen motivieren Autofahrer zur Bewegung und nicht zum Bremsen.‘ Genau umgekehrt verhalte es sich für Fussgänger. ‚Die heutige Längsmarkierung irritiert vor allem Kinder – sie haben die Tendenz zum Hüpfen von Streifen zu Streifen.‘

‚Im Verkehr läuft viel über Psychologie‘, erklärt Dahinden. Die heutigen gelben Querstreifen seien für Fussgänger eine ‚Ansammlung von kleinen Hemmungen‘. Für Autofahrer hätten sie dagegen Aufforderungscharakter. Ein erster, breiter Querstreifen wäre ‚ein Signal zum Stoppen‘.

Nach Ansicht Dahindens müsste dieser erste Querstreifen in Fahrtrichtung mindestens doppelt so breit sein wie die anderen, etwa 1,2 Meter. Grund: Vor allem Kinder tendierten dazu, genau auf dem Streifen zu gehen. Die Breite müsste reichen, damit ein Kind samt Vater oder Mutter Hand in Hand auf dem gelben Streifen gehen kann.“

Damit ließe sich auch die im Mai 2006 vom Fachausschuss Radverkehr des Allgemeinen Deutschen Fahrradclubs (ADFC) aufgestellte Forderung nach parallel zu Fußgängerüberwegen gesondert anzulegenden Radwegequerungshilfen einfacher verwirklichen.

### Zwischenräume in Regenbogenfarben

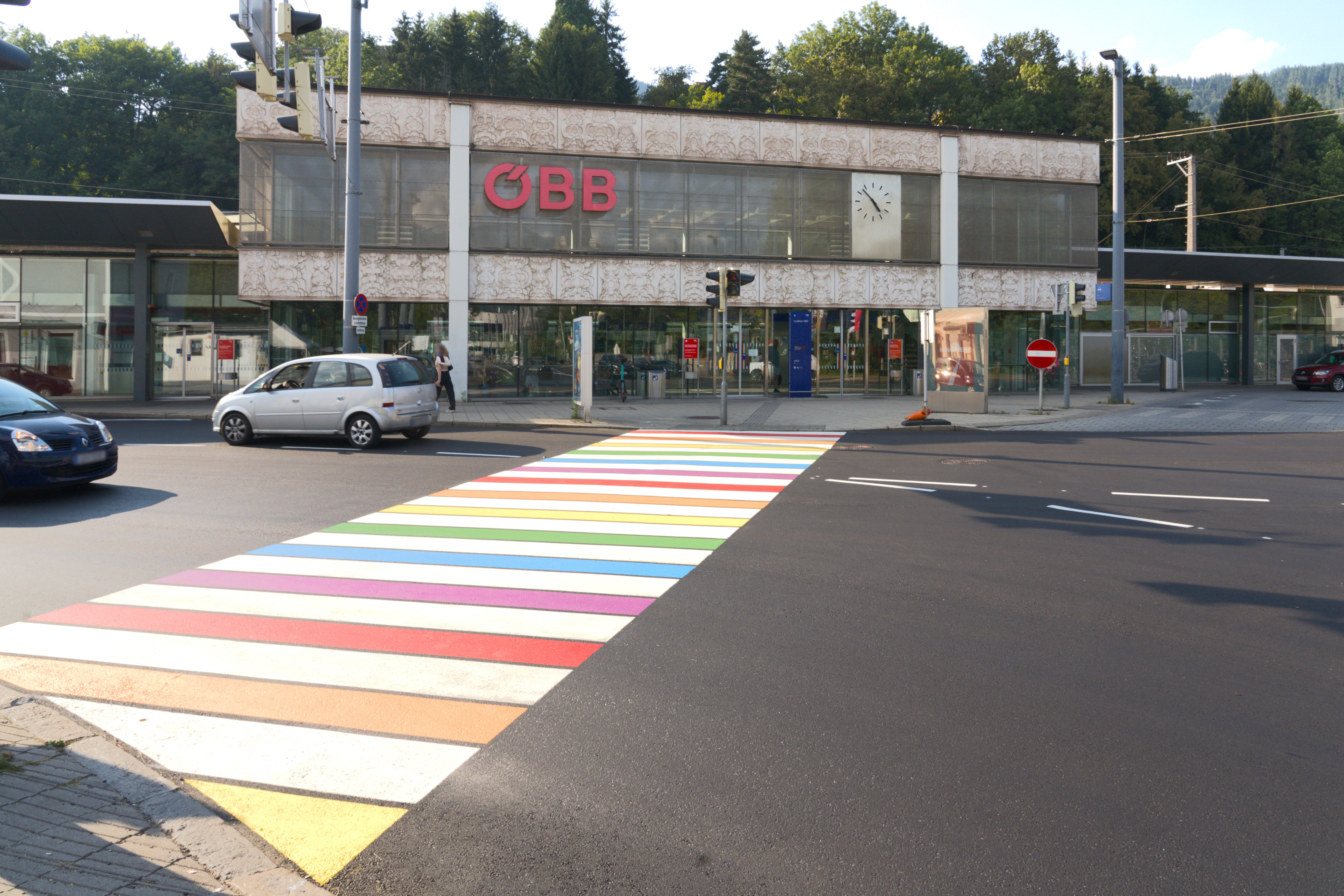
Regenbogen-Zebrastreifen im steirischen Leoben

In den 2020er Jahren kam vereinzelt die Gestaltung der Zwischenräume von Zebrastreifen in Regenbogenfarben auf, unter anderem in Freistadt, Wien und Leoben, sowie auf dem Werksgelände des Stahlkonzerns voestalpine. Durch die Ähnlichkeit zur Regenbogenfahne dient eine derartige Einfärbung nicht nur der Ästhetik, sondern auch als öffentlich kommuniziertes Zeichen von Toleranz und Diversität.
Kritisiert werden diese sogenannte Regenbogen-Zebrastreifen, da sie vom gewohnten Erscheinungsbild abweichen und dadurch angeblich die Fußgängersicherheit gefährden sollen. Außerdem sind so gestaltete Fußgängerübergänge mitunter Zielscheibe von homophob bzw. intolerant motiviertem Vandalismus.

### Schmid Peoplemover
Die Firma Emil Schmid-Maschinenbau in Sonnenbühl entwickelte einen „mechanischen Straßenüberquerer“, den Schmid Peoplemover. Hierbei handelt es sich um eine kleine, in und zwischen zwei Aufzugstürmen verkehrende Transportkabine für bis zu acht Benutzer. Im Juli 2001 nahm die baden-württembergische Kleinstadt Pfullingen eine entsprechende Anlage als Querungsmöglichkeit über die dort verlaufende Bundesstraße 312 in Betrieb, 2009 wurde sie aus wirtschaftlichen Gründen wieder außer Betrieb genommen.

## Umgang mit dem Zebrastreifen
Die Akzeptanz von Zebrastreifen durch die Verkehrsteilnehmer spiegelt sich in dem für Straßenverkehrsdelikte ausgesprochenen Strafmaß im Laufe der Zeit. Das Wort „Zebra Crossing“ taucht in der Londoner Times erstmals 1951 im Zusammenhang mit dem Tod einer Frau auf, die auf dem Zebrastreifen die Straße überquerte, kurz vor Erreichen der anderen Straßenseite stehenblieb und von einem Auto überfahren wurde. Der Fahrer bekannte sich schuldig und wurde wegen Fahrlässigkeit zu £ 20 und wegen Missachtung der Fußgängerpriorität zu £ 2 Geldstrafe verurteilt. „Pedestrian Crossing“, die direkte Übersetzung von Fußgängerüberweg, taucht in der Zeitung erstmals 1913 im Zusammenhang mit Straßenbahnen auf.
Die mit dem Zebrastreifen angestrebte Erhöhung der Sicherheit des Fußgängers beim Überqueren der Straße verkehrt sich häufig ins Gegenteil, wenn irreguläres Verhalten Platz greift.

## Länderspezifische Artikel

### Deutschland

Zeichen 293 in der deutschen Verkehrszeichen-Bildtafel
Richtzeichen 350-10 „Fußgängerüberweg“ (Deutschland)
Gefahrzeichen 134-10 „Fußgängerüberweg“ (Deutschland)

### Österreich

Hinweiszeichen 2a „Kennzeichnung eines Schutzweges“ (in der Bildtafel der Verkehrszeichen in Österreich)
Gefahrenzeichen 11 „Fußgängerübergang“ (Österreich)

### Schweiz

Hinweissignal „Standort eines Fussgängerstreifens“ in der Bildtafel der Verkehrszeichen in der Schweiz und in Liechtenstein
Gefahrensignal „Fussgängerstreifen“ (Schweiz)
6.17 Fussgängerstreifen

## Bilder

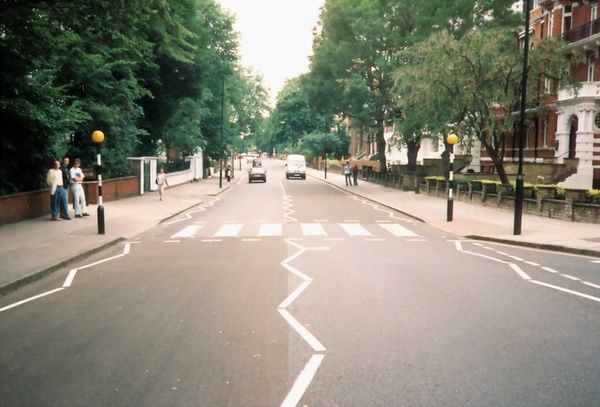
Der berühmte Zebrastreifen in der Abbey Road in London
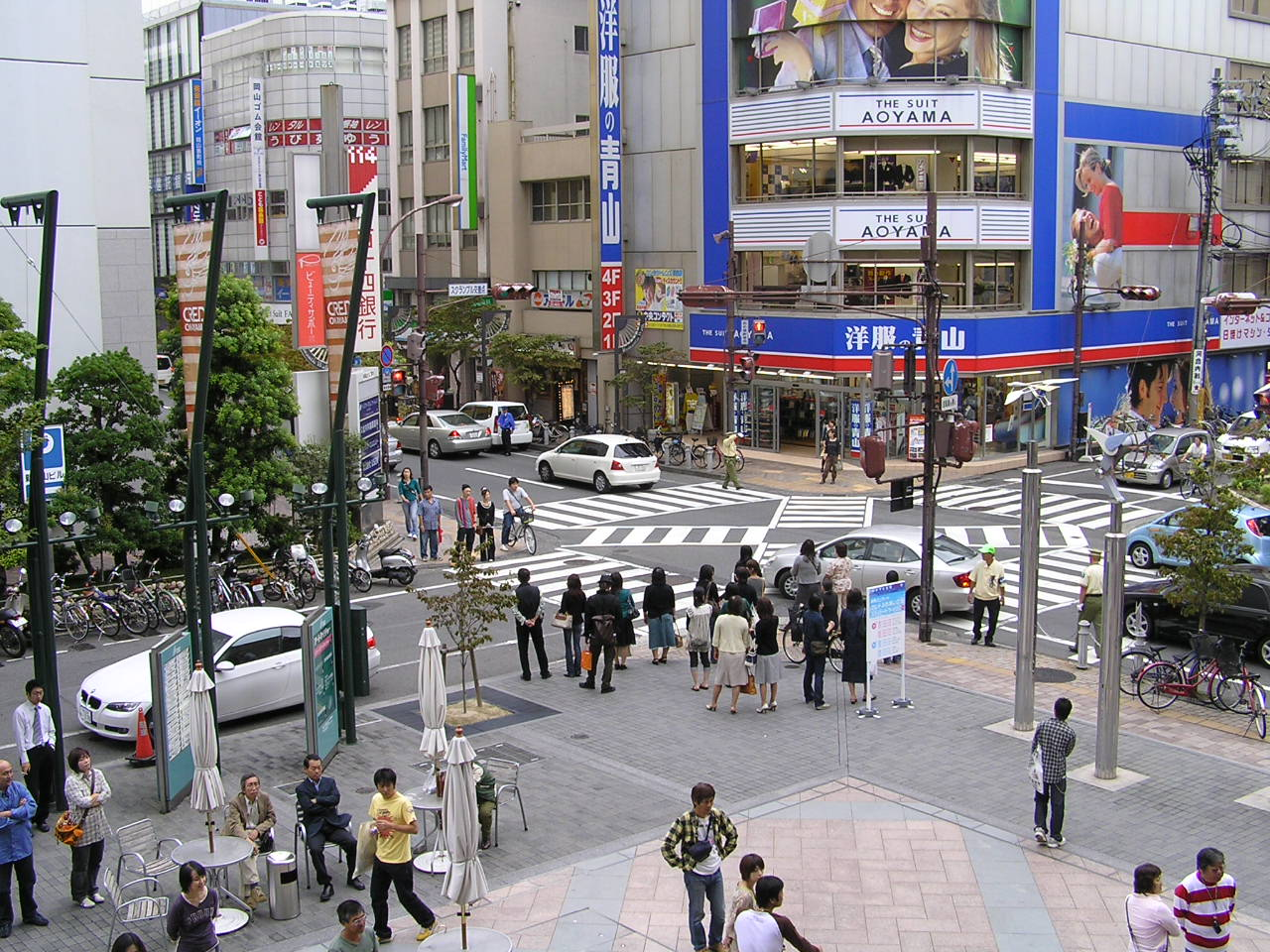
Zebrastreifen in Japan, der das diagonale Überqueren einer Kreuzung ermöglicht
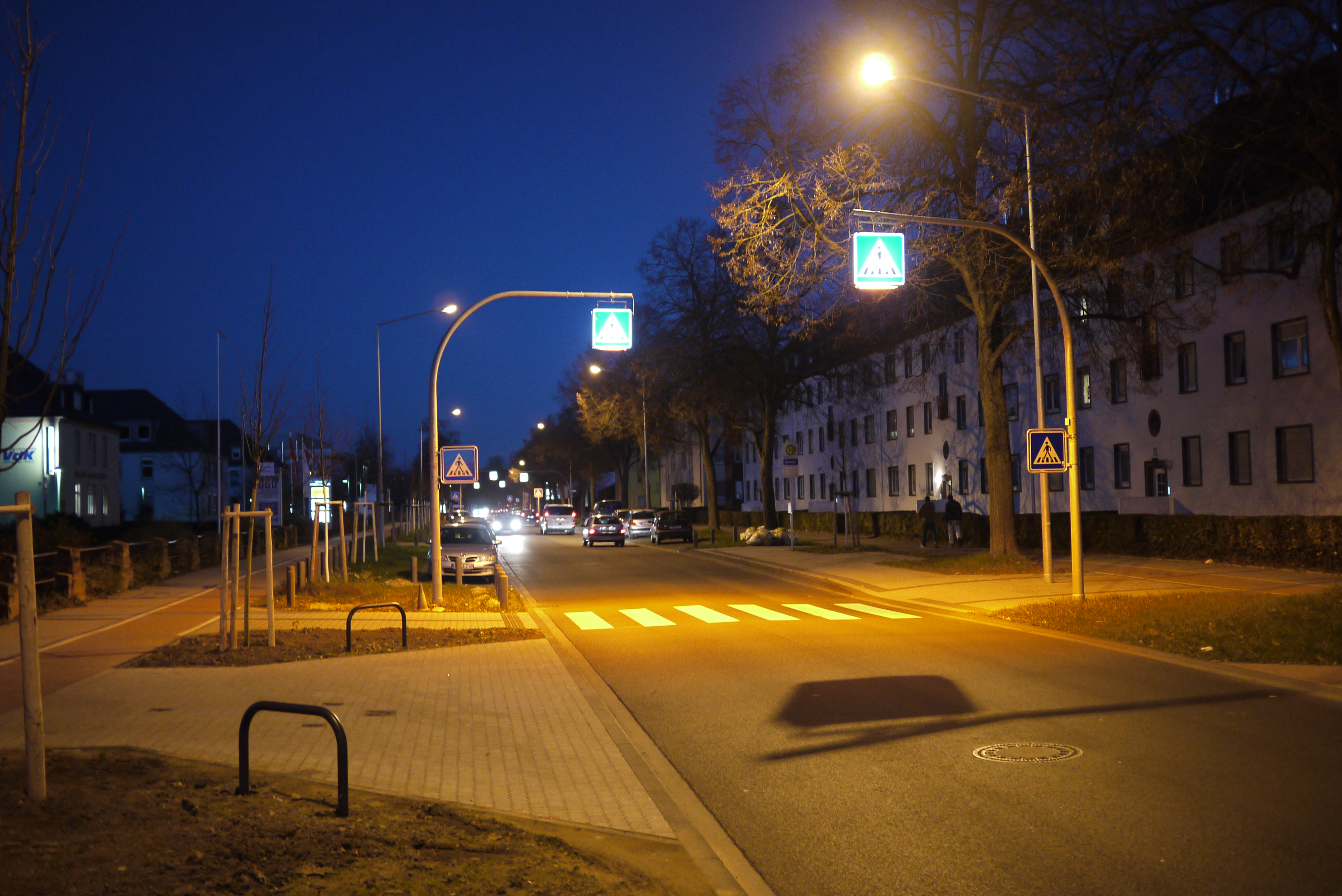
Fußgängerüberweg mit spezieller Beleuchtung
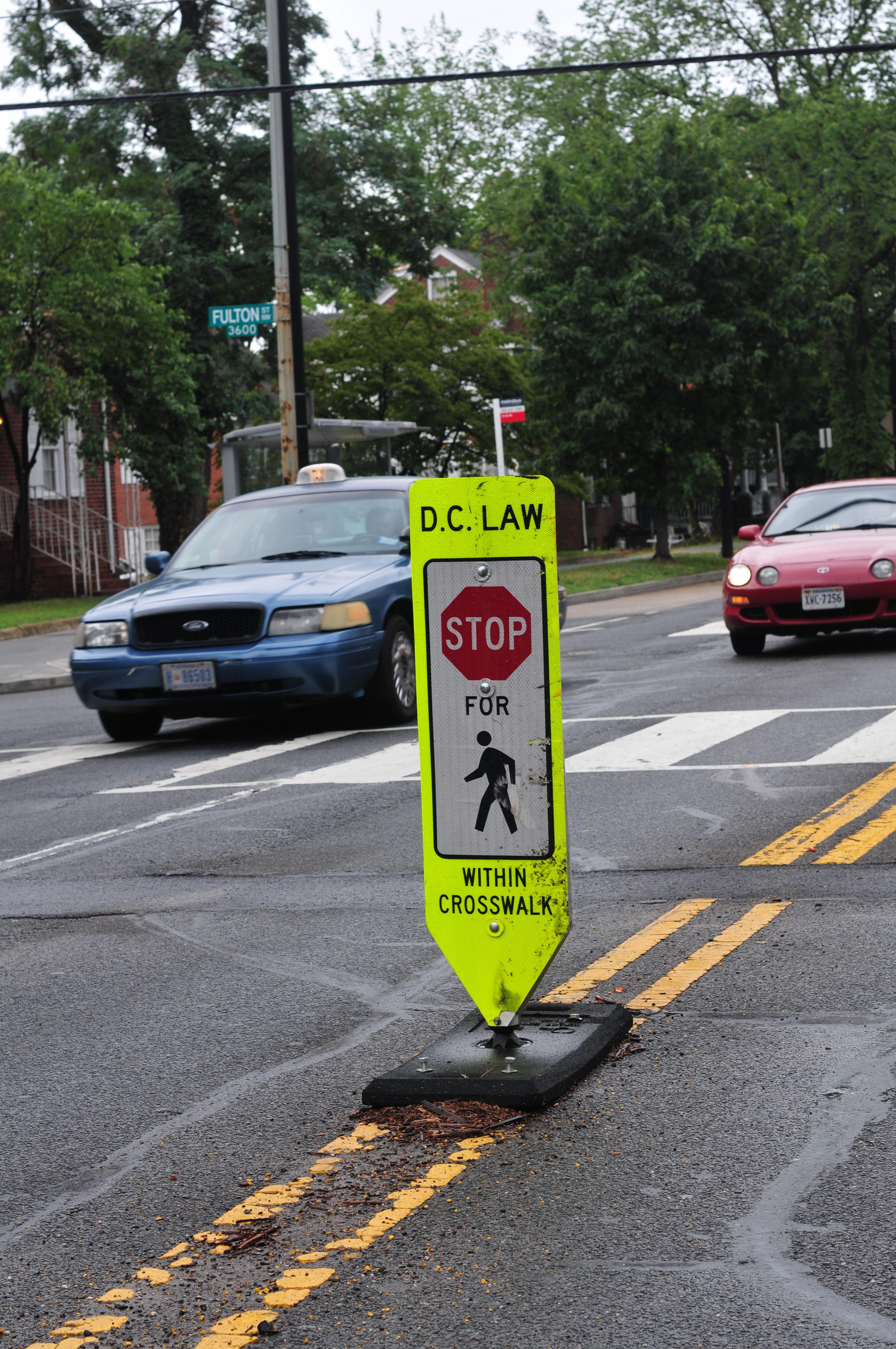
Hinweis auf einen Fußgängerüberweg in Washington, D.C.
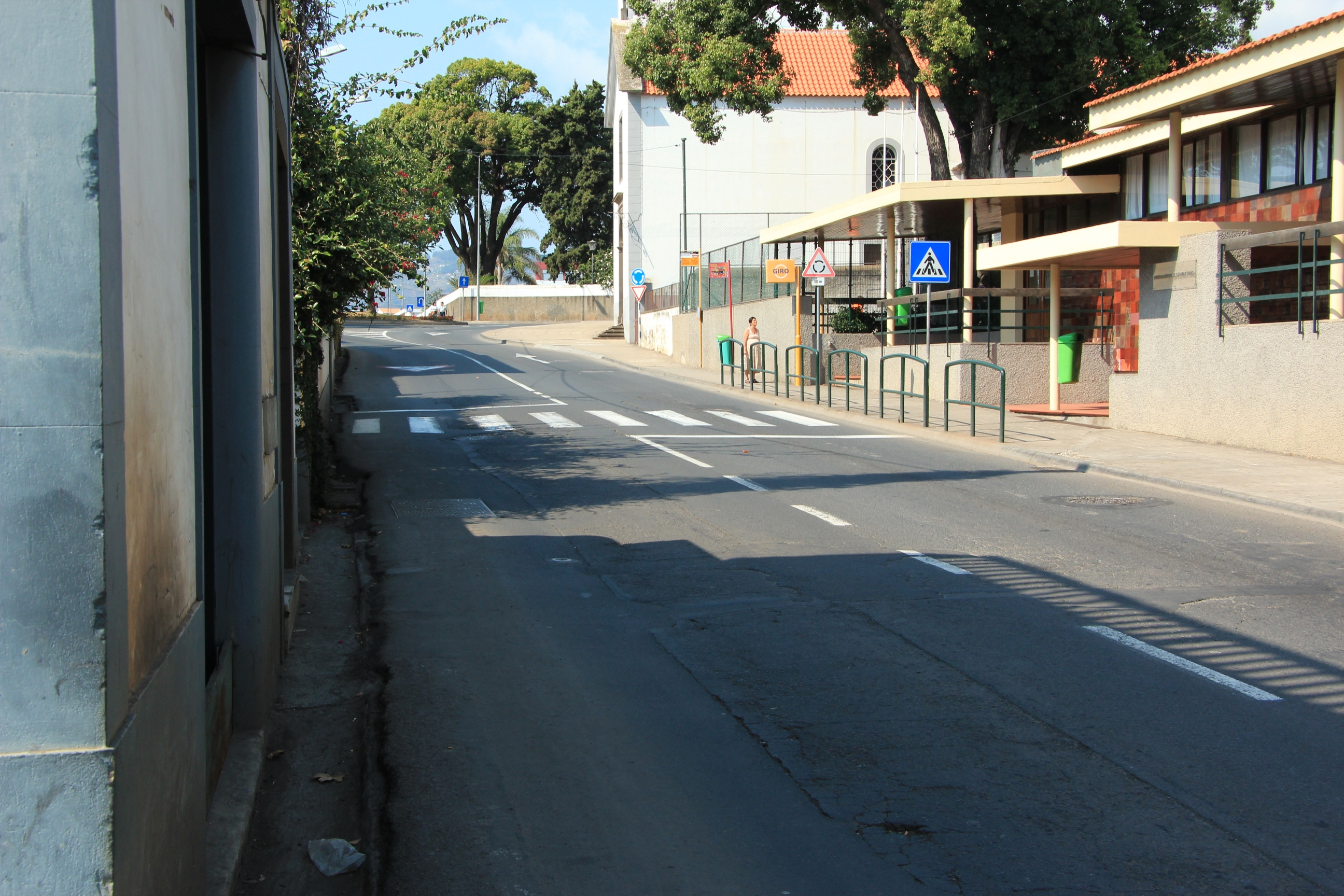
Zebrastreifen in Madeira: Rechts verhindert ein Gitter das Betreten der Straße, links endet der Zebrastreifen an der Mauer
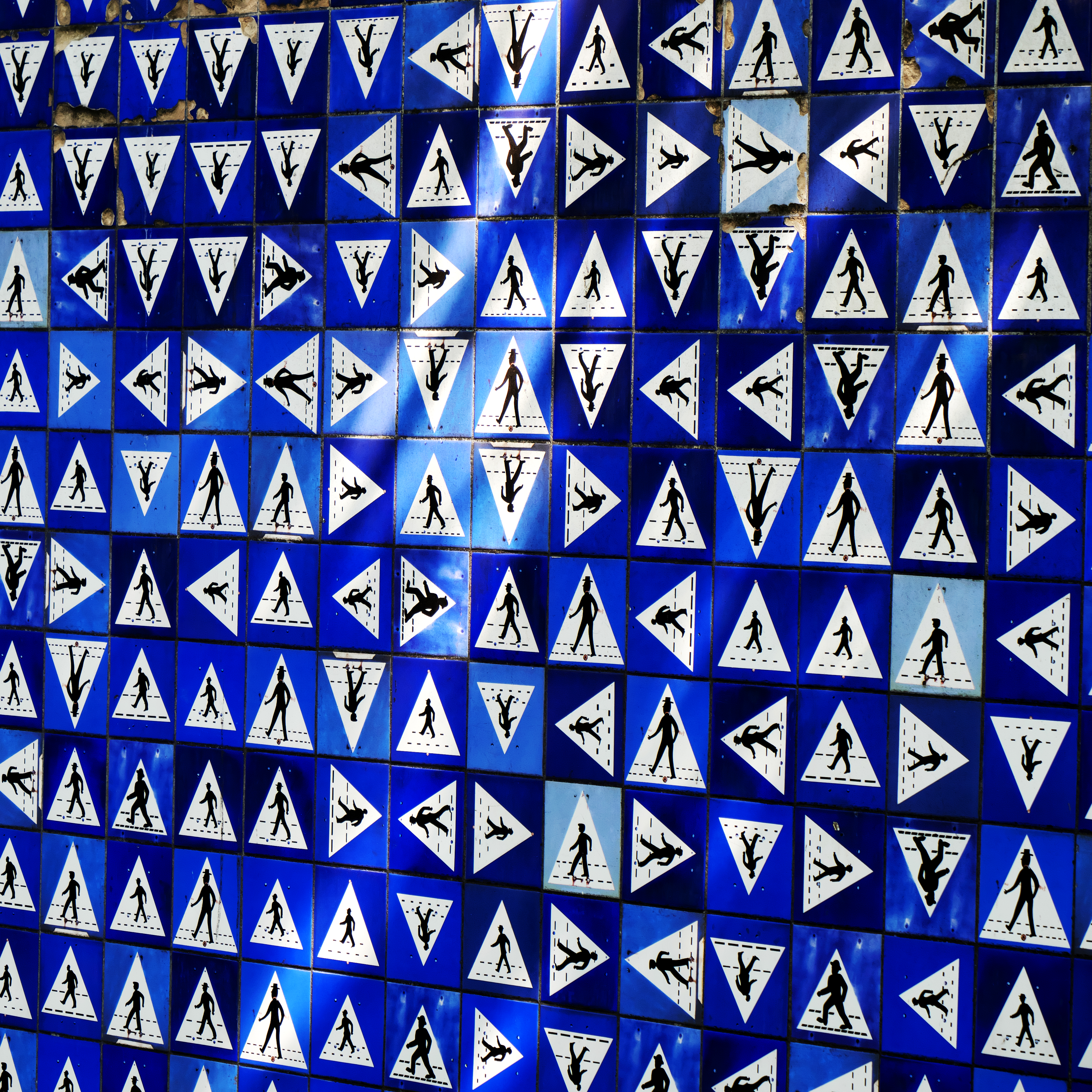
Mosaik, Universität Bremen, Deutschland.